# Le Vent Nous Portera
 Le Vent Nous Portera  — це перший сингл гурту «Noir Désir» з альбому Des Visages Des Figures, який вийшов у 2001 році лейблом Barclay.
Цей реліз мав великий комерційний успіх. Було продано близько 900 000 екземплярів цього синглу.
Режисерами Alexandre та Jacques Veneruso Courtes, на цю пісню зняли кліп. У головній ролі знялась Ребекка Ампто.

## Композиції
1. Le Vent Nous Portera (4:44)
  - Кларнет — Akosh Szelevényi
  - Гітара — Ману Чао
  - Автор — Bertrand Cantat
2. Des Visages, Des Figures (5:12)
  - Англійський ріжок — Fabrice Gand , Romain Humeau
  - Гобой — Fabrice Gand
  - Аранжування струнних — Romain Humeau
  - Автор — Bertrand Cantat
3. Moriyn, Moriyn	(7:46)

## Місця у чартах
| Країна     | Місце |
| ---------- | ----- |
| Франція    | 3     |
| Італія     | 1     |
| Бельгія    | 7     |
| Нідерланди | 39    |

### Перебування композиції у сингловому чарту Італії
| Позиція | 10 | 16 | 11 | 7 | 6 | 2 | 01 | 01 | 01 | 01 | 02 | 03 | 05 | 05 | 04 | 06 | 14 | 08 | 16 | - |

## Виноски
1. 1 2 3 4  SACEM repertory
2. ↑  Discographie Noir Désir (Французькою) . Архів оригіналу за 6 липня 2013. Процитовано 12 травня 2009.
3. ↑  NOIR DÉSIR - LE VENT NOUS PORTERA. Italian Charts. Архів оригіналу за 6 липня 2013. Процитовано 13 липня 2009.
4. ↑  Discographie Noir Désir (Французькою) . Архів оригіналу за 6 липня 2013. Процитовано 12 травня 2009.